# 松谷高顕
松谷 高顕（まつたに たかあき、1941年1月29日 - ）は、日本の実業家。東邦ホールディングス代表取締役会長や、日本医薬品卸業連合会会長を務めた。

## 人物・経歴
1964年上智大学法学部卒業、東邦薬品入社。1974年取締役宇都宮支店長に昇格。1989年取締役営業本部長。1993年取締役副社長。1999年代表取締役社長。2005年東邦薬品代表取締役会長。2009年東邦ホールディングス代表取締役会長。2013年東邦ホールディングス取締役相談役。同年春の藍綬褒章受章。この間2001年から2009年まで、日本医薬品卸業連合会会長を4期8年務め、流通改善にあたった。